# Livre des quarante-huit positions
 (juillet 2008).
Si vous disposez d'ouvrages ou d'articles de référence ou si vous connaissez des sites web de qualité traitant du thème abordé ici, merci de compléter l'article en donnant les références utiles à sa vérifiabilité et en les liant à la section « Notes et références ».
Le livre des quarante-huit positions est un ancien livre japonais de positions sexuelles, comparable au Kamasutra. Comme son nom l'indique, il compte 48 positions. Il daterait de l'époque d'Edo. Selon la série de hentaïs Step up, Love Story, ce livre japonais est inspiré d'un ancien livre chinois comportant 32 positions (les 16 positions rajoutées dans le livre japonais étant des variations).